# Taz-Mania
Taz-Mania är en amerikansk animerad TV-serie från Warner Bros. I Sverige sändes serien på Kanal 5. Serien har aldrig getts ut på DVD, utan enbart VHS. introsången dubbades aldrig.

## Avsnitt
- 01 - The Dog the Turtle Story
- 02 - Like Father, Like Son / Frights of Passage
- 03 - War & Pieces / Airbourne Airhead
- 04 - It's No Picnic / Kee-Wee ala King
- 05 - A Devil of a Job
- 06 - Battling Bushrats / Devil in the Deep Blue Sea
- 07 - Woeful Wolf
- 08 - Devil with the Violet Dress On / Kidnapped Koala
- 09 - in the Mist / Toothache Taz
- 10 - Here Kitty, Kitty, Kitty / Enter the Devil
- 11 - Bewitched Bob
- 12 - Instant Replay / Taz and the Pterodactyl
- 13 - Pup Goes the Wendal / I'm Okay, You're Taz
- 14 - Comic Madness / Blunders Never Cease
- 15 - Mall Wrecked / A Dingo's Guide to Magic
- 16 - Road to Taz-Mania
- 17 - Boys Just Wanna Have Fun / Unhappy Together
- 18 - The Amazing Shrinking Taz and Co.
- 19 - Oh, Brother / Taz Babies
- 20 - Taz-Manian Theatre / The Bushrats Must Be Crazy
- 21 - Jake's Big Date / Taz Live
- 22 - The Outer Taz-Manian Zone / Here Kitty, Kitty Part II
- 23 - Taz-Mania's Funniest Home Videos / Bottle Cap Blues
- 24 - Heartbreak Taz / Just Be 'Cuz
- 25 - Sidekicked / Gone With the Windbag
- 26 - The Return of the Road to Taz-Mania Strikes Back
- 27 - Taz Like Dingo
- 28 - The Pied Piper of Taz-Mania / The Treasure of the Burnt Sienna
- 29 - Not a Shadow of a Doubt / Nursemaid Taz
- 30 - Home Dispair / Take All of Me
- 31 - Bird-Brained Beast / Ready, Willing, Unable
- 32 - We'll Always Have Taz-Mania / Moments You've Missed
- 33 - Food for Thought / Gone to Pieces
- 34 - A Midsummer Night's Scream / Astro Taz
- 35 - Driving Mr. Taz / Mean Bear / Taz Museum
- 36 - Ticket Taker Taz / Taz Squared
- 37 - Taz-Manian Lullaby / Deer Taz / A Taz-Manian Moment
- 38 - Hypno-Tazed / Mum's n' Taz
- 39 - Kee-Wee Cornered / But Is It Taz?
- 40 - Wacky Wombat / Molly's Folly
- 41 - Mutton for Nothing / Dr. Wendal and Mr. Taz
- 42 - The Man from M.A.R.S / Friends for Strife
- 43 - Merit Badgered
- 44 - Antenna Dilemma / Autograph Pound
- 45 - A Young Taz's Fancy / A Flea for You
- 46 - No Time for Christmas
- 47 - Taz-Mania Confidential / The Platypi Psonic Psensation Psimulator
- 48 - The Not So Gladiators / One Ring Taz
- 49 - The Thing That Ate The Outback / Because It's There
- 50 - Of Bushrats and Hugh
- 51 - Never Cry Taz / Bully for Bull
- 52 - Retakes Not Included / Pledge Dredge
- 53 - Bushlad's Lament / The Taz-Mania Comedy Institute
- 54 - The Taz Story Primer / Ask Taz
- 55 - Willie Wombat's Deja Boo Boo / To Catch a Taz
- 56 - It's a Taz's Life / Gee, Bull!
- 57 - Taz in Kee-Wee Land / Struck for Bucks / A Philosophical Moment
- 58 - Yet Another Road to Taz-Mania
- 59 - Bad Luck Bottlecap / A Story With a Moral
- 60 - Devil Indemnity
- 61 - Taz and the Emu Egg / Willie Wombat's Last Stand / K-Taz Commercial
- 62 - Feed a Cold / Sidekick for a Day
- 63 - Platypi on Film / One Saturday in Taz-Mania
- 64 - Doubting Dingo / Sub Commander Taz
- 65 - The Origin of the Beginning of the Incredible Taz-Man / Francis Takes a Stand

## Svenska röster
- Gunnar Ernblad
- Tommy Nilsson
- Annica Smedius
- Malin Berghagen
- Andreas Nilsson
- Johan Hedenberg
- Mattias Knave
- Vicki Benckert
- Steve Kratz
- Peter Sjöquist
- Niclas Wahlgren
- Dick Eriksson
- Staffan Hallerstam